# Immergrüner Lerchensporn

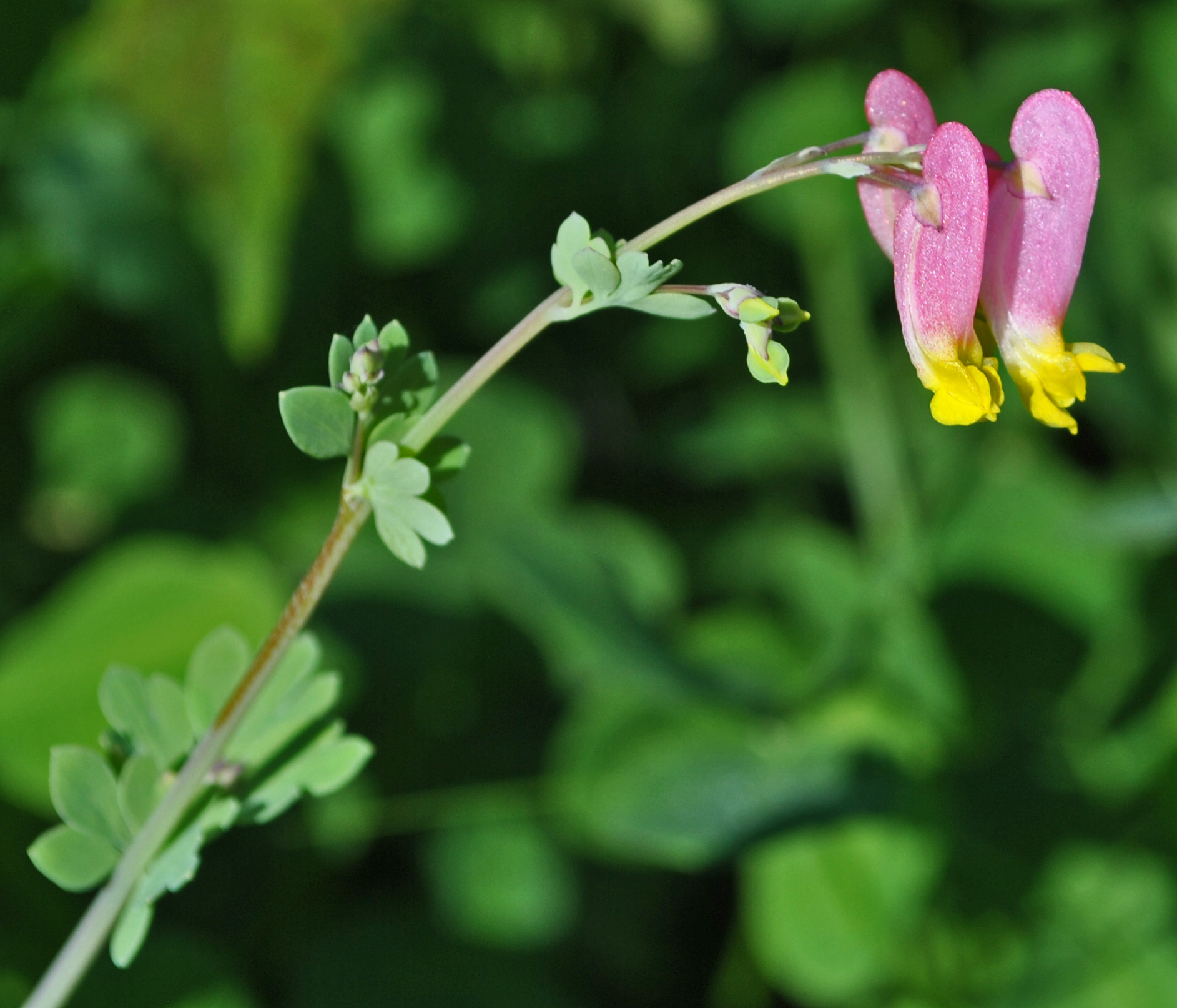
Obere Blätter und Blütenstand

Der Immergrüne Lerchensporn (Corydalis sempervirens) ist eine in Nordamerika vorkommende Pflanzenart der Unterfamilie der Erdrauchgewächse (Fumarioideae) innerhalb der Familie der Mohngewächse (Papaveraceae).

## Beschreibung
Die bläulichgrüne, zweijährige krautige Pflanze hat für gewöhnlich einen 30 bis 80 Zentimeter langen aufrechten Stängel und ist reich verzweigt. Sie ist einjährig oder zweijährig. Die am Stängel unten wachsenden Laubblätter sind lang gestielt, die oben wachsenden Blätter nahezu sitzend und reduziert. Die Blätter sind gefiedert, die unteren Blätter mit fünf Fiedern, die oberen mit drei Fiedern; die Fiedern sind zuerst dreigeteilt, dann einmal oder zweimal eingeschnitten, die Fiederblättchen länglich-elliptisch, der Blattgrund stumpfwinkelig, zugespitzt.
Der Blütenstand ist eine Traube oder Rispe mit ein bis acht Blüten. Die Tragblätter der Blüten sind elliptisch, 2 bis 5 Millimeter lang und 0,5 bis 1 Millimeter breit. Sie sind viel kürzer als die Blütenstiele. Die Blütenstiele sind 5 bis 20 Millimeter lang. Die Blüten sind 11 bis 18 Millimeter lang, weiß, rosa und gelb überlaufen, sie weisen einen 3 bis 4 Millimeter langen sackartigen Sporn auf.
Die Frucht ist eine aufrechte, 25 bis 50 Millimeter lange, gerade oder etwas gebogene schlanke Schote mit bleibendem Griffel; die zahlreichen schwarzen glänzenden Samen weisen einen Durchmesser von ungefähr 1 Millimeter auf.
Die Blütezeit reicht von Mitte Mai bis Mitte September, die Fruchtzeit von Anfang Juni bis Ende September.
Die Chromosomenzahl beträgt 2n = 16.

## Standortansprüche und Verbreitung
Diese Art besiedelt flachgründige, oft trockene Böden, Felsbänke, Spalten und Geröllhalden, sowie verbrannte oder andersartig gestörte Bodenverhältnisse in Höhenlagen von 200 bis 2000 m. Die Verbreitung erstreckt sich vom Nordosten Georgias nach Maine und Neufundland, westwärts bis Montana und Britisch-Kolumbien und nordwestwärts bis Alaska. In Norwegen ist die Art stellenweise eingebürgert.

## Taxonomie
Die Erstbeschreibung der Art wurde 1753 von Carl von Linné als Fumaria sempervirens in Species Plantarum Tomus II, S. 700 erstveröffentlicht. Die Art wurde dann 1806 von Christian Hendrik Persoon in Synopsis Plantarum, vol. 2, S. 269 als Corydalis sempervirens (L.) Pers. in die Gattung Corydalis gestellt. Synonyme sind: Neckeria sempervirens (L.) Neck., Fumaria glauca Curt., Capnoides glauca Moench, Capnoides sempervirens (L.) Borkh. in Roem., Corydalis glauca (Curtis) Pursh, Corydalis rosea Eaton, Corydalis annua Hoffmanns. ex Steud. und Neckeria glauca (Curtis) Millsp.